# Hantaro Nagaoka

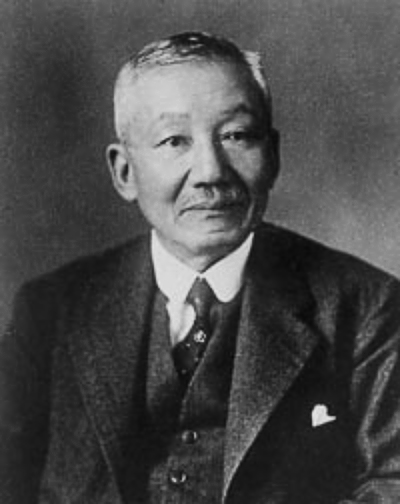

Hantaro Nagaoka (長岡半太郎, Nagaoka Hantaro), 15 de agosto de 1865 - 11 de dezembro de 1950) foi um físico pioneiro japonês durante o período Meiji.

## Vida
Nagaoka nasceu em Nagasaki, no Japão, e foi educado na Universidade de Tóquio. Depois de se formar, em 1887, ele trabalhou com um visitante físico britânico, Cargill Gilston Knott, sobre o magnetismo. Em 1893, ele viajou para a Europa, onde continuou seus estudos nas universidades de Berlim, Munique e Viena. Ele também participou, em 1900, do Primeiro Congresso Internacional de Físicos em Paris, onde ouviu uma palestra de Marie Curie sobre a radioatividade, um evento que despertou o interesse de Nagaoka em física atômica. Nagaoka retornou ao Japão em 1901 e atuou como professor de Física na Universidade de Tóquio, até 1925, após sua aposentadoria, ele foi nomeado um cientista chefe do RIKEN, e também foi primeiro presidente da Universidade de Osaka (1931-1934). De março de 1939 até junho de 1948 foi presidente da Academia Imperial.

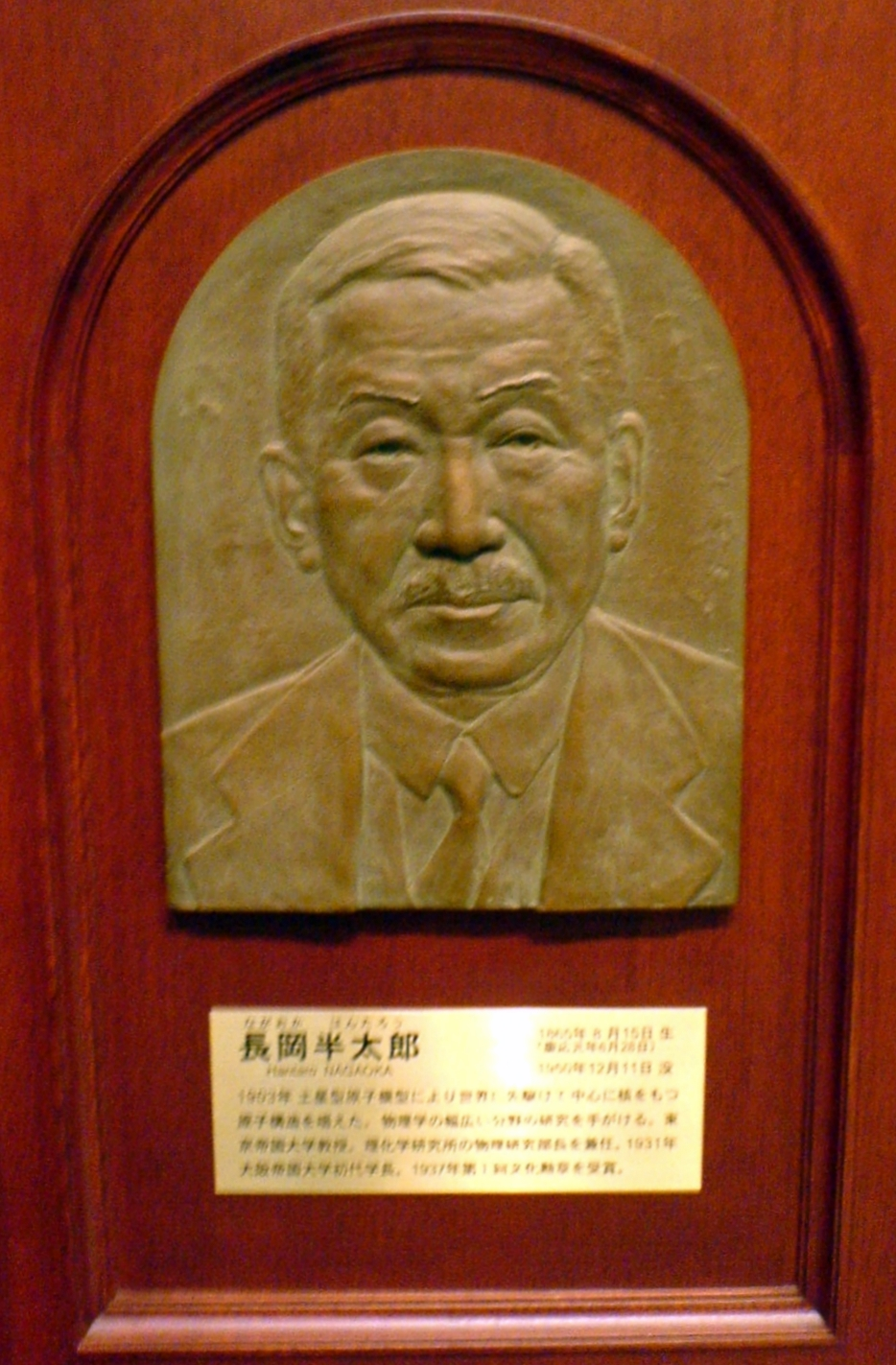
Gesso de Hantaro Nagaoka no Museu Nacional de Ciência do Japão

Em 1904, propôs um modelo alternativo ao Modelo atômico de Rutherford, chamado de Modelo atômico saturniano; um modelo inicial planetário do átomo, no qual uma esfera carregada positivamente era cercada por um número de elétrons que giravam em torno, de maneira equivalente a Saturno e seus anéis.